# Правленская улица
Правле́нская улица — улица в Новом Петергофе. Проходит от Дворцовой площади до Ольгина пруда. В XVIII веке служила дорогой, ведущей от Большого дворца до Охотного болота (нынешний Ольгин пруд).

## История

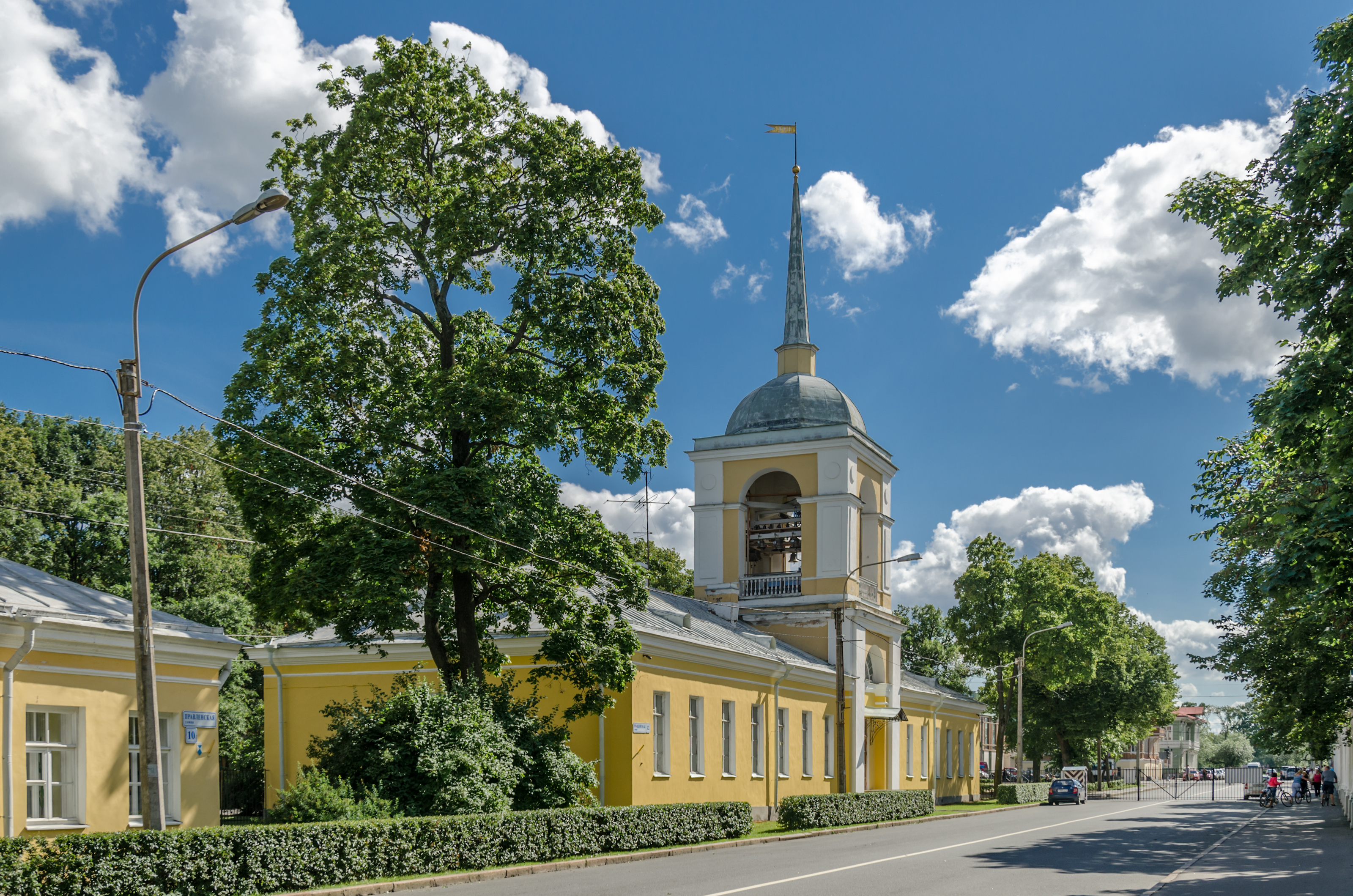
Дом Петергофского дворцового правления, 2012

Исторически разделяла восточную границу Верхнего сада (1714—1724 год) и Мастерового и Кавалерских дворов. Кавалерские и Мастеровой дворы были построены в 1732 году по проекту архитектора Михаила Земцова — главного петергофского архитектора времён Анны Иоанновны. Проекты этих зданий были разработаны в ходе общей регулярной перепланировки Петергофа, который со времён Петра I представлял собой состоящее в основном из землянок хаотичное поселение государственных крестьян — строителей Петергофа.
С переносом Петергофского шоссе на верхнюю террасу в связи с наводнением 1777 года движение по будущей Правленской улице оживилось.
К тому же с постепенным развитием города улица стала одной из его центральных трасс.
Во многом поэтому при Павле I по проекту архитектора Ф. Броуэра была осуществлена реконструкция застройки.
Так, в 1798 году Мастеровой двор, прилегающий к шоссе и портящий парадный вид, был упразднён. Вместо деревянного дома с башней, колокол которой призывал мастеров — строителей Петергофа (государственных крестьян) к работе, в 1798 году был построен дошедший до наших дней так называемый Дом с башней. Дата постройки сохранилась на флюгере. В здании расположилось дворцовое правление, оно же городская администрация Большой и Малой Фонтанных слобод, служившее фактически и уездным центром. Не любивший мать и чтивший память своего отца — схваченного в Ораниенбауме Петра III, Павел перевёл присутственные места из Ораниенбаума (сделанного уездным центром Екатериной II в 1780 году) в Петергоф. Правда, в начале XIX века, Александр I — очевидно, отчасти в пику отцу, отчасти в целях почтить память любимой бабушки вернул статус уездного центра Ораниенбауму. Это продолжалось до 1848 года, когда при Николае I эта честь снова перейдёт Петергофу, из двух Фонтанных слобод получившему имя города. Но основанное Павлом I дворцовое правление оставалось в Петергофе и при Александре I. Это во многом и предопределило расцвет Петергофа при Николае.
В 1799—1801 году деревянные Кавалерские корпуса были тоже перестроены в камне, образовав вместе с Домом с башней сохранившийся до сих пор единый архитектурный ансамбль.
По местоположению и правлению, находившемуся в Доме с башней, — улица и получила свои названия: Дворцовая (1825—1882) и Правленская (1882—1920-е).
В XIX веке с развитием и расширением границ города композиционный центр сместился от дворца к шоссе. Это сказалось и на переносе дворцового правления, в здании которого уже в 1831 году разместилась церковь. Павловский флюгер был заменён крестом. Историческая справедливость восторжествовала лишь в советское время в ходе послевоенного восстановления Дома с башней.
В 1836 году стеснённое особым храмовым помещением дворцовое правление было фактически переведено в отдельное здание на западном берегу Ольгина пруда. Формально это произошло в 1876 году, но на мемориальных досках в здании на Ольгином пруду указаны имена градоначальников, работавших там ещё со времён Николая I (например, С. М. Лихардов, именем которого названа одна из улиц Нового Петергофа). Правленская улица, однако, продолжала называться Правленской и сохранила своё историческое название вплоть до советского времени.
В 1920-е годы она стала называться Большой Советской, а с 1976 года — Советской. Первоначальное название было возвращено 1 октября 1993 года.

## Примечательные здания

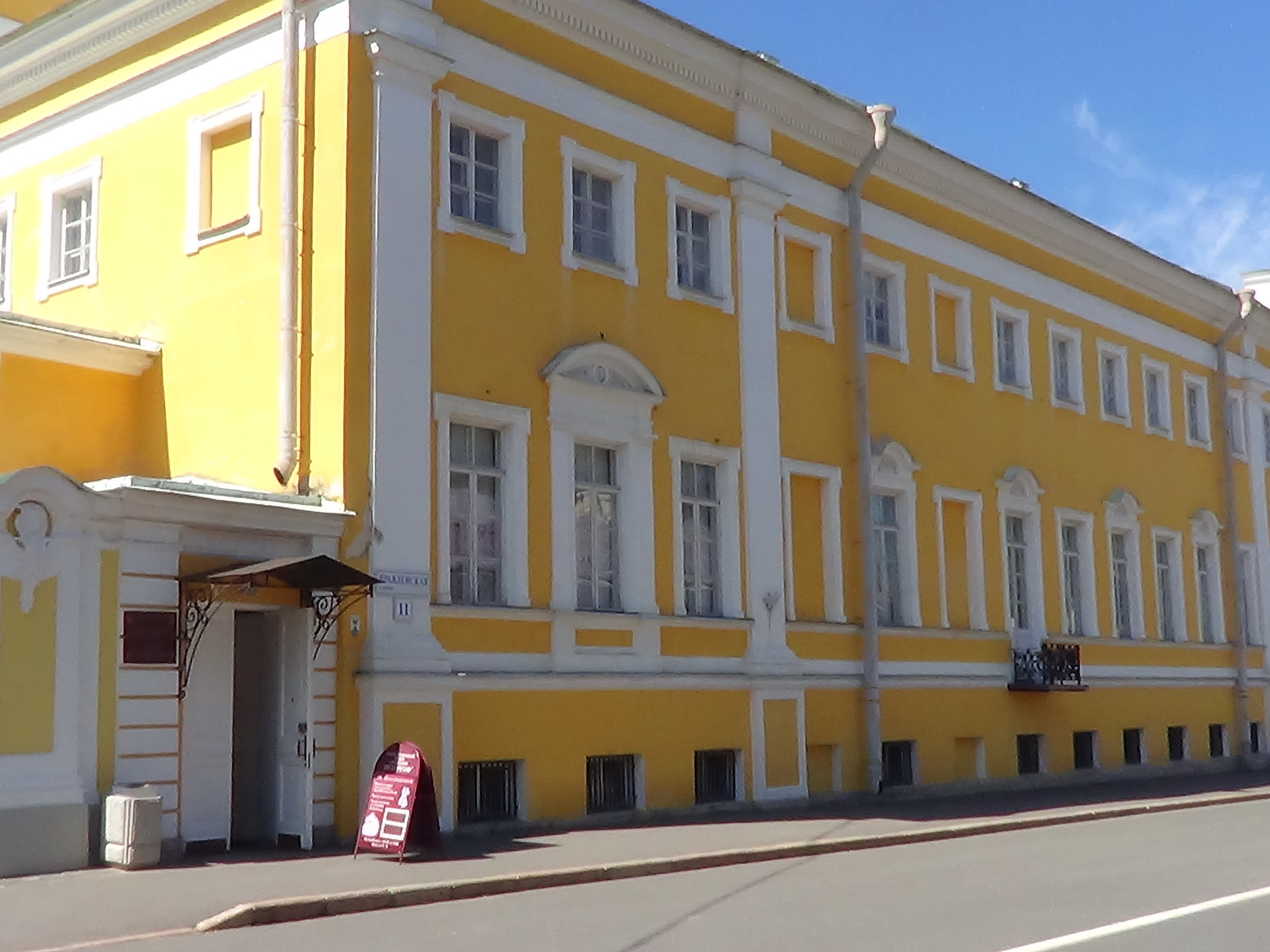
Верхнесадский дом (№ 11)

- Дома № 1, 2, 4, 6, 8  781720971040006 — комплекс кавалерских домов с палисадниками, 1799—1801 гг., арх. Ф. П. Броуэр[2].
- Дом № 11  7810412000 — верхнесадовский дом, 1846—1847 гг., арх. Н. Л. Бенуа, перестроен в 1869 г.
- Дом № 12, литера А  7810413000 — дом Петергофского дворцового правления, 1798 г., арх-ры Ф. П. Броуэр, И. Е. Старов[3].